# Friedrich Waller
Pour les articles homonymes, voir Waller.
Friedrich Waller, né le 18 mars 1920 et mort le 15 février 2004, est un bobeur suisse qui a concouru à la fin des années 1940.

## Biographie
Il gagne la médaille d'or en bob à deux aux Jeux olympiques d'hiver de 1948, à Saint-Moritz en Suisse avec Felix Endrich.
Waller gagne également trois médailles lors des Championnats du monde FIBT dont une en or, une en argent et une en bronze.

## Palmarès

### Jeux Olympiques
- Médaille d'or aux Jeux olympiques d'hiver de 1948 à Saint-Moritz en Suisse en bobsleigh dans l'épreuve du bob à deux

### Championnats monde
- Médaille d'or dans l'épreuve du bob à deux lors des championnats de 1949
- Médaille d'argent dans l'épreuve du bob à deux lors des championnats de 1947
- Médaille de bronze dans l'épreuve du bob à quatre lors des championnats de 1949